# مروان بن حکم
مروان بن الحکم بن ابی العاص بن امیه (عربی: مروان بن الحكم بن أبي العاص بن أمية؛ ۶۲۳ یا ۶۲۶ – آوریل/مه ۶۸۵) نامدار به مروان بن حکم یا مروان یکم، چهارمین خلیفهٔ اموی بود که کمتر از یک سال از ۶۸۴ تا ۶۸۵ میلادی حکومت کرد. او پایه‌گذار خاندان حکومت‌کنندهٔ مروانیان از دودمان امویان بود که پس از دومین جنگ داخلی مسلمانان جایگزین خاندان سفیانی شد و تا ۷۵۰ میلادی در قدرت باقی ماند. 
مروان طی حکمرانی پسرعمویش عثمان (حک. ۶۴۴–۶۵۶) در لشکرکشی علیهٔ بیزانسی‌ها در میانه آفریقای شمالی شرکت کرد و در آن‌جا غنایم جنگی قابل توجهی به دست آورد. وی همچنین پیش از آنکه کاتب (منشی) خلیفه شود، به عنوان فرماندار عثمان در پارس (جنوب باختری ایران) زمامداری کرد. مروان در جنگ محاصرهٔ خانه عثمان به‌دست شورشیان که خلیفه در آن کشته شد، زخمی گردید. در جنگ داخلی پس از آن میان علی (حک. ۶۵۶–۶۶۱) و پیروان عمدتاً قریشی عایشه، مروان در جنگ جمل در جبههٔ مقابل علی قرار گرفت. او بعدها در زمان خلافت خویشاوند دور خود، معاویه یکم (حک. ۶۶۱–۶۸۰؛ بنیان‌گذار خلافت اموی) به‌عنوان حاکم مدینه مشغول به خدمت شد. مروان در زمان خلافت پسر معاویه یعنی یزید یکم (حک. ۶۸۰–۶۸۳) دفاع از قلمرو امویان را در حجاز (عربستان باختری) در برابر مخالفان محلی سازماندهی می‌کرد. پس از مرگ یزید در نوامبر ۶۸۳، عبدالله بن زبیر مدعی خلافت شد و مروان را از مدینه بیرون راند. مروان نیز به مرکز حکومت امویان یعنی سوریه پناهنده شد. با مرگ آخرین خلیفه سفیانی معاویه دوم در سال ۶۸۴، مروان به تشویق عبیدالله بن زیاد، فرماندار پیشین عراق، داوطلبانه نامزدی خود را برای خلافت طی نشست قبایل طرفدار اموی در الجابیه اعلام کرد.
اشراف قبیله به‌رهبری ابن بحدل (حاکم اموی فلسطین و از قبیله بنو کلب) مروان را به عنوان خلیفه برگزیدند و در اوت همان سال با یکدیگر قبیله‌های قیسِ طرفدارِ آل زبیر را در نبرد مرج راهط شکست دادند.
در ماه‌های بعد، مروان حکومت امویان را بر مصر، فلسطین و شمال شام که والیانشان به سوی جنبش بن زبیر تمایل پیدا کرده بودند، بازگرداند؛ این در حالی بود که جزیره (بین‌النهرین علیا) را تحت کنترل قبیلهٔ قیس قرار داد. او لشکری را به فرماندهی ابن زیاد برای چیرگی دوباره بر عراقِ آل زبیر اعزام کرد، اما در میانه اتفاقات این لشکرکشی در بهار ۶۸۵ درگذشت. مروان پیش از مرگ، پسرانش را در مناصب قدرت مستقر کرد: عبدالملک به‌عنوان جانشین او، عبدالعزیز فرماندار مصر، و محمد به سرپرستی فرماندهی نظامی در بین‌النهرین علیا منصوب شد. اگرچه مروان را در مذاهب و جوامع ضد اموی یک قانون‌شکن و ستمگر می‌نامند، تاریخ‌شناس کلیفورد ادموند باسورث می‌گوید مروان رهبر نظامی زیرک، توانا و قاطع و دولتمردی بود که پایه‌های تداوم حکومت امویان را بنا نهاد، به‌طوری که تا ۶۵ سال دیگر استحکام داشت.

## خانواده و کودکی مروان

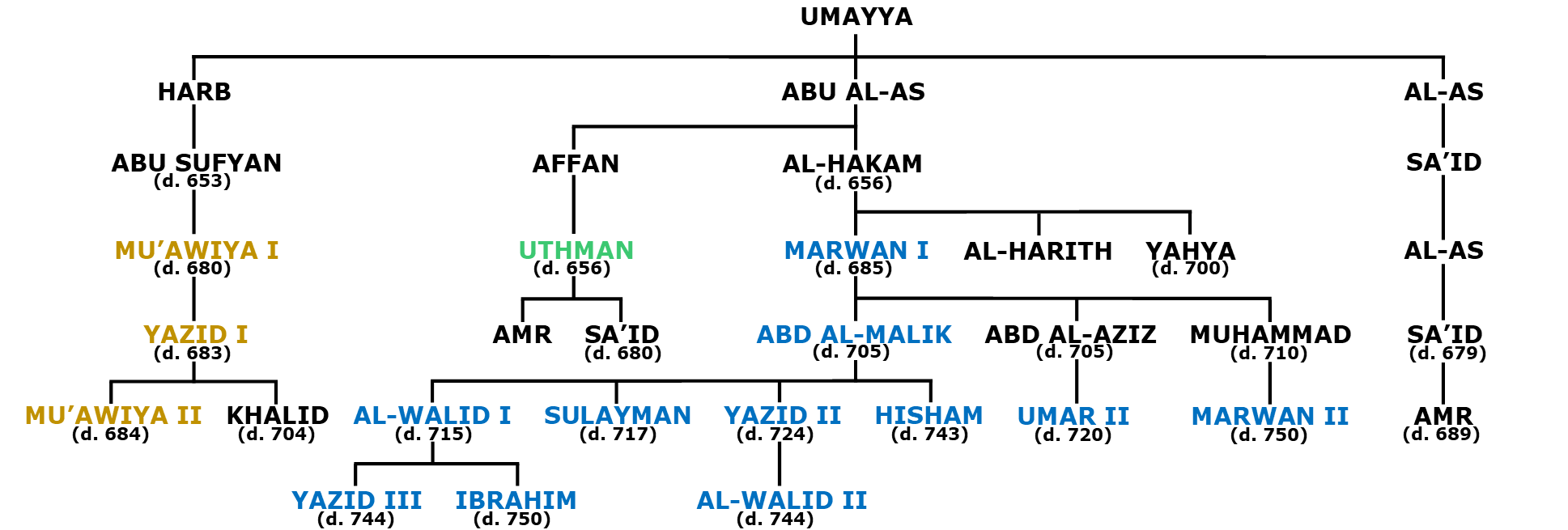

مروان در ۲ یا ۴ هجری قمری (۶۲۳ یا ۶۲۶ میلادی) به دنیا آمد. پدرش حکم بن ابی العاص از بنی امیه بود. بنی امیه قوی‌ترین قبیله قریش بودند و در منابع اسلامی گفته شده دین شان بت‌پرستی بود و مشرک بودند. این قبیله بر شهر مکه کاملاً تسلط داشتند. قریش به صورت دسته جمعی در حدود سال ۶۳۰ میلادی پس از فتح مکه توسط پیامبر اسلام محمد که خود نیز از قبیله قریش بود، به دین اسلام گرویدند. مروان محمد را می‌شناخت و از این رو از صحابه محمد به‌شمار می‌رفت. مادر مروان آمنه بنت علقمه از قبیله کنانه بود. کنانه قبیله اجدادی قریش بود که بر ناحیه جنوب غربی مکه تا خط ساحلی تهامه تسلط داشتند. مروان حداقل شانزده فرزند داشت که در میان آنها حداقل دوازده پسر از پنج همسر و یک کنیز یا ام ولد بود. عبدالملک، معاویه و ام عمرو فرزندان مروان از همسرش عایشه دختر پسر عمویش معاویه بن مغیره بودند. ام عمرو بعداً با سعید بن خالد بن عمرو، نوه عثمان بن عفان، پسر عموی مروان، که در سال ۶۴۴ خلیفه (رهبر جامعه مسلمانان) شد، ازدواج کرد. عبدالعزیز و ام عثمان فرزندان مروان از همسر دیگرش لیله بنت زبان بن الاصبغ از قبیله بنی کلب بودند. ام عثمان با پسر خلیفه سوم ولید بن عثمان ازدواج کرد. ولید نیز زمانی با ام عمرو دختر مروان ازدواج کرده بود. یکی دیگر از همسران مروان، قتیه بنت بشر از بنی کلاب بود. فرزندان مروان از این زن، بشر و عبدالرحمن بودند عبدالرحمن در جوانی درگذشت. یکی از همسران مروان، ام آبان الکبری، دختر خلیفه عثمان بود. آبان، عثمان، عبیدالله، ایوب، داوود و عبدالله فرزندان مروان از ام آبان بودند. عبدالله در کودکی از دنیا رفت. زینب بنت عمر نوه ابوسلمه از بنی مخزوم نیز از همسران دیگر مروان بود. عمر فرزند مروان از این همسرش بود. مروان همچنین کنیزی داشت به نام زینب و از او فرزندی به نام محمد داشت. مروان ده برادر و ده برادرزاده داشت.

## دوران خلافت عثمان
در طول خلافت عثمان خلیفه سوم، مروان در نبردی علیه ارتش بیزانس در استانی از بیزانس موسوم به اکسرخسیه کارتج (شمال میانه آفریقا) شرکت کرد و غنایم زیادی را به دست آورد. مروان با این اموال املاک متعددی در مدینه مرکز حکومت خلافت اسلامی خرید. مروان در مقطعی نامشخص پیش از آنکه کاتب و دفتردار و خزانه‌دار خلیفه شود، به عنوان والی عثمان در فارس (جنوب غربی ایران) حکومت کرد. به گفته مورخ کلیفورد ای. بوسورث، مروان در این مقام «بی‌تردید» در بازنگری «آنچه به متن شرعی قرآن تبدیل شد» در خلافت عثمان کمک کرد.

## دوران خلافت علی
وی در جنگ جمل هم پیمان عایشه و طلحه و زبیر بود. اما خود او بود که طلحه را کشت؛ زیرا معتقد بود که طلحه مقصرترین شخص در کشته شدن عثمان بود. او پس از جنگ به منزل مالک بن مسمع پناهنده شد و پس از اینکه علی به او امان بخشید و پس از جنگ او با معاویه بیعت نمود و در نبرد صفین حضور داشت. در برخی از منابع آورده‌اند مروان از چند نفری بود که از طرف معاویه بر حکمیت میان سپاهیان شام و عراق شهادت داد. مروان در زمان جنگ جمل فرماندهی جلوی لشکر را به عهده داشت و به همراه چند تن از عایشه محافظت می‌کرد.

## دوران خلافت معاویه
در این دوران وی والی بحرین و طی دو دوره گسسته والی مدینه بود. یکی در سال ۸–۴۱ هجری/۸–۶۶۱ میلادی و دیگری در ۷–۵۴ هجری/۷–۶۷۴ میلادی که به ترتیب در بار اول سعید بن عاص و در بار دوم ولید بن عتبه که هر دو اموی بودند، جانشینش شدند. وی در همین دوران املاکی از معاویه در مدینه گرفت به همراه نخلستانهای پر محصول فدک که بعداً مروان این زمینها را به دو پسرش عبدالملک و عبدالعزیز بخشید.
وقتی خواستند حسن بن علی، امام دوم شیعیان، را در کنار قبر محمد، پیامبر اسلام، دفن کنند، مروان خبر وفات حسن را به معاویه داد و گفت آنان می‌خواهند حسن را در کنار محمد دفن کنند اما تا من زنده هستم به این مقصود خود نخواهند رسید. حسین بن علی، امام سوم شیعیان، به کنار قبر محمد آمده گفت اینجا را حفر کنید. سعید بن عاص که حاکم مدینه بود خود را کنار کشید اما مروان بنی‌امیه را آماده کرده مسلح شدند. مروان گفت چنین چیزی هرگز نخواهد شد. حسین بدو گفت به تو چه ارتباطی دارد؟ مگر تو والی این شهر هستی؟ مروان گفت نه اما تا من زنده هستم اجاره این کار را نخواهم داد. حسین از کسانی کمک خواست و در نتیجه کسانی از بنی تیم، بنی اسد، بنی زهره، و بنی جعوبه مسلح شدند. حسین و پیروانش هر یک پرچمی داشتند و مروان نیز، و میان آنان تیراندازی شد. به هر روی شماری از مردم حسین را راضی کردند تا به موجب وصیّت خود حسن که گفته بود اگر قرار است خونی ریخته شود در همان بقیع کنار مادرش دفن شود، از اصرار خود دست بردارد. مروان نیز پس از آنکه از دفن حسن در کنار قبر محمد جلوگیری کرد این خبر را با آب و تاب برای معاویه نوشت. او می‌گفت: «چگونه فرزند قاتل عثمان (حسن بن علی) در کنار پیامبر دفن شود اما عثمان در بقیع؟». او از چهره‌های بنی‌امیه بود که در تمام مدتی که حاکم مدینه بود، با زبان تند خود علی بن ابی‌طالب و بنی هاشم را دشنام می‌داد.
دانشنامه اسلام می‌نویسد احتمال دارد که معاویه بعدها به مروان در مورد آرزوهایش در مورد خانواده خودش مظنون شده باشد، چرا که تیره ابوالعاص (پدربزرگ مروان) از تیره حرب (پدربزرگ معاویه) پرجمعیت تر بودند. مروان بر طبق بلاذری، ۱۰ پسر و ۲ دختر داشت. همچنین در روایات آمده که وی، ۱۰ برادر و ۱۰ برادر زاده داشت. دانشنامه اسلام معتقد است که احتمالاً معاویه از ترس خاندان پرجمعیت ابوالعاص بود که زیاد بن ابیه را برادر ناتنی خود معرفی نمود و طی یک بدعت در دورانی که زنده بود، جانشینش را پسرش یزید عنوان کرد، علاوه بر آن به غیر از ولید بن عتبه، برادر زاده معاویه، معاویه شخصی با تجربه در خاندان حرب نمی‌دید، حال آنکه مروان در زمان اخراج بنی امیه از حجاز سنی بالا داشت و تنها کسی بود که در آن دوران در بنی امیه، محمد را دیده بود. (لقب شیخ الکبیر که در برخی منابع آمده، احتمالاً به وی که جایگاه و اعتباری خاص در بنی امیه داشت، اشاره می‌کند) پس از کناره‌گیری معاویه بن یزید، سومین خلیفه اموی، مروان با حمایت کلبی‌ها بر ضحاک بن قیس غلیه کرد و در ۶۴ هجری به خلاقت رسید

## پس از مرگ معاویه
پس از مشکلات به وجود آمده در هنگام مرگ معاویه و به رسمیت نشناختن یزید از سوی شهرهای حجاز، مروان به ولید بن عتبه حاکم مدینه توصیه می‌کند تا کسانی که از بیعت تمرد می‌کنند را مجبور به این کار کند. پس از عقب‌نشینی لشکر از محاصره مکه به فرماندهی حصین بن نمیر و بازگشت آن به شام (اوایل سال ۶۴ هجری/پاییز ۶۸۳ میلادی)، بنی امیه (متشکل از آل عاص به سرکردگی عمرو بن سعید اشدق و آل ابوالعاص به سرکردگی مروان) که قبلاً هم از حجاز به بیرون رانده شدند اما توسط سپاه یزید دوباره برگشته بودند، بار دیگر به علت فشارهای طرفداران آل زبیر مجبور به تسلیم دارایی‌های خود در حجاز شده و به شام گریختند. مروان در سال ۶۸۴ میلادی به شام رسید و به جای رفتن به دربار معاویه بن یزید (معاویه دوم، پسر یزید که دوران خلافت بسیار کوتاهی داشت) ابتدا به منطقه پالمیرا رفت. وی از کسانی است که از حاکم مدینه درخواست کرد تا از حسین بن علی بیعت گیرد و اگر خودداری نمود او را بکشد، همچنین مردم مروان را در جنگ حرّه از مدینه بیرون انداختند و علی‌رغم قسمی که خورده بود هم راه سپاه حره در جنگ شرکت کرد و سپس به شام تبعید گردید.

## به قدرت رسیدن مروان
قبایل عرب در سراسر سرزمین‌های فتح شده متفرق بودند، طور کلی اعراب به دو دستهٔ اعراب قحطانی (جنوبی و نواحی یمن) و اعراب عدنانی (غرب و شمال شبه جزیره عربستان) تقسیم‌بندی می‌شدند. عبدالله بن زبیر نیز از قریش و از تیره عدنانی و اعراب شمالی بود از طرفی معاویه زنی از قبیلهٔ بنی کلب گرفته بود که یزید از او زاییده شد در دوران معاویه و یزید به قدرت آنان افزوده شد.
در سوریه دو قبیلهٔ اصلی با نام‌های «بَنی قَیس» و «بَنی کَلب» می‌زیستند؛ و بنی قیس از اعراب قحطانی و جنوبی و بنی کلب نیز از اعراب عدنانی و شمالی بودند. این دو گروه با گذشت زمان به صورت دشمنان یکدیگر برآمده بودند و معاویه اول این دو قبیله را از یکدیگر دور نگاه داشته بود ولی با مرگ معاویه دوم هنگامی که سخن از خلیفه تازه به میان آمد آنان به مبارزه پرداختند. ضحاک بن قیس فهری رئیس قبیله بنی قیس، که به روزگار معاویه و یزید همه کارهٔ شام بود جانب مُضریان را گرفت و مردمان را به خلافت عبدالله بن زبیر فراخواند و خلافت او را در دمشق اعلام کرد. کلبیان نیز با گروهی از امویان در جابِیَه (نزدیک حمص) گرد آمدند و مروان بن حکم را خلیفه و خالد بن یزید را که کودکی بیش نبود ولیعهد او کردند. کَلبیان خواستار خلافت مروان بن حکم و قیسیان از عبدالله بن زبیر طرفداری می‌کردند.
مروان با هواداران کلبی رو به دمشق نهاد و ضحاک بن قیس به مقابله با او پرداخت در مَرج راهط (سمت شرقی غوطه دمشق) بین این دوتیره جنگی درگرفت که پس از ۲۱ روز به سود کلبیان پایان یافت و مروان خلیفه شد.
اگرچه این امر به شورش عبدالله بن زبیر پایان نداد و اختلاف بنوکلب و بنو قیس نیز شدیدتر شد. در آیین قبیله ای رسمی معروف است که «خون را باید با خون شست» از این رو اختلاف قیسی و یمانی در سراسر قلمرو اموی گسترش یافت. خونهای ریخته شده خواستار انتقام بود و کینه‌های قدیمی ریشه دارتر شد.
در ابتدا مروان که از حکومت خاندان خود ناامید شده بود قصد داشت با عبدالله بن زبیر بیعت کند. اما به اصرار عبیدالله بن زیاد، دوباره دلگرم شد. وی خود را به عنوان یک کاندید خلافت مطرح کرد و به نشستی در جابیه (کنگره الجابیه) رفت و مروان خلیفه امویان گردید و قرار شد که جانشینش خالد بن یزید بن معاویه یا عمرو بن سعید اشدق باشند. در ژوئیه یا اوایل اوت ۶۸۴ میلادی، مروان به میمنت خلافت خود در شام و با یاری قبیله کلب و تحت یاری حسان بن مالک بن بحدل توانست قبیله قیس به رهبری ضحاک بن قیس فهری را شکست دهد.
مدتی کوتاه پس از استقرار خلافت مروان در دمشق، وی با ام هاشم فاخته بنت ابی هاشم بن عتبه که بیوهٔ یزید بود و دو پسر از وی داشت ازدواج کرد. این ازدواج سیاسیِ، مروانیان را به آل ابوسفیان ارتباط می‌داد.
مروان جایگاهش را در فلسطین و شام مستحکم کرد. دوران کوتاه حکومت وی با لشکرکشی‌های زیادی همراه بود. اولین لشکر کشی به مصر و به منظور بیرون کردن عبدالرحمان بن عتبه فهری، عامل آل زبیر در مصر بود که مروان موفق شد وی را بیرون کند و در رجب ۶۵ هجری/ فوریه-مارس ۶۸۵ میلادی، آنجا را برای خودش امن کند و پسرش عبدالعزیز را به حکومت آنجا گماشت. با وجود روایات گوناگون، به نظر می‌رسد که لشکریان مروان، در مقابل حمله مصعب بن زبیر به فلسطین مقاومت کردند.
ممکن است لشکریان مروان خود نیز به فرماندهی حبیش بن دلجه به حجاز حمله کرده باشند اما توسط زبیریان از ربذه به شرق مدینه عقب‌نشینی کرده باشند.
مروان تلاشهایی برای تصرف عراق که در اختیار زبیریان بود نیز انجام داد و سپاهی به فرماندهی ابن زیاد فرستاد که مرکز قبیله قیس در قرقیسیا در جزیره را شکست دادند و وقتی به رقه رسیدند، اخبار مرگ مروان منتشر شد.
مروان با لشکرکشی موفقیت‌آمیزی که به مصر داشت، توانست با دو پسرش عبدالملک و عبدالعزیز را به عنوان جانشینی خود مطرح کند و عبدالملک جانشین وی شد و ظاهراً خالد بن یزید بن معاویه و عمرو بن سعید اشدق مخالفتی با این موضوع نداشتند.
زخم‌هایی که در طول عمر مروان بر روی بدن مروان به‌وجود آمده بود بر روی هیکلش اثر گذاشته بود و به او لقب خیط باطل (اشاره به قد دراز بیش از حد) داده بودند. خشونت و عدم رعایت آداب اجتماعی باعث شد که به وی لقب فاحش (بی پرده و ملاحظه) نیز داده شود. وی را طارد بن طارد (یاغی پسر یاغی) می‌نامیدند که اشاره به ماجرای تبعید وی و پدرش حکم به دستور پیامبر اسلام به شهر طائف دارد. به خاطر اینکه پسرش و پنج تن از نوه‌هایش خلیفه شدند، به وی لقب ابوالجباریه نیز تعلق می‌گیرد. با این وجود دانشنامه اسلام از وی به عنوان یک فرمانده نظامی و یک زمامدار با کفایت و صبور و زیرک نام می‌برد که این ویژگی‌ها در اکثر نامداران آل امیه نیز یافت می‌شود. مروان از موقعیتی سخت و در حالی که قدرت خاصی در شام نداشت و عمدتاً در حجاز پست بود و جایگاهی نداشت توانست با اتکا به توانایی‌های فردی و با منصوب کردن پسرانش به خلافت، ۶۰ سال به عمر خلافت امویان بیفزاید.

## مرگ مروان
علت مرگ مروان این بود که وقتی حسان با مروان بیعت کرد و مردم شام نیز بیعت کردند، کسانی به مروان گفتند: «مادر خالد را به زنی بگیر تا منزلت وی ناچیز شود و به طلب خلافت برنیاید.» مروان نیز مادر خالد را که دختر ابی هشام بن عتبه بود، به زنی گرفت. یک روز خالد پیش مروان رفت، جمع بسیار به نزد وی بودند، خالد از میان دو صف می‌آمد. مروان گفت: «به خدا تا آن‌جا که می‌دانم این احمق است، بیا ای پسر زنی که… نش تر است!» و با به کار بردن کلماتی تحقیرش می‌کرد تا او را از چشم مردم شام بیندازد.
وقتی خالد ماجرا را به مادرش رساند، مادرش گفت: «خاموش باش که من زحمت او را از تو برمی‌دارم.» بدین ترتیب زمانی که مروان نزد مادر خالد خوابیده بود، با همدستی کنیزان او را به وسیلهٔ بالشی خفه کرد.
در بعضی منابع دیگر، علت مرگ مروان را که در بهار ۶۵ هجری/۶۸۵ میلادی رخ داد، طاعونی عنوان کرده‌اند که در شام شیوع پیدا کرد. روزهای متفاوتی برای مرگ مروان در منابع آمده مانند: ۷ مه ۶۸۵ میلادی، ۳ رمضان/۱۳ آوریل و ۲۹ شعبان-۱ رمضان/۱۱–۱۰ آوریل.
اکثر منابع محل دفن مروان را در دمشق می‌دانند. اما مسعودی در مروج الذهب و یعقوبی مکان دفنش را در سنبره در دریاچه طبره (محل اقامت زمستانی آل امیه) می‌دانند. طول دوران خلافتش را بین ۶ تا ۱۰ ماه ذکر می‌کنند. منابع سن وی در هنگام مرگ را حداقل ۶۳ می‌دانند، اما وی باید بیش از ۷۰ سال در این زمان داشته باشد.